# Episodi di Simon & Simon (settima stagione)
La settima stagione della serie televisiva Simon & Simon è stata trasmessa in prima visione negli Stati Uniti d'America da CBS tra il 1987 e il 1988.
In Italia è stata trasmessa in prima visione da Italia 1.
| nº | Titolo originale             | Titolo italiano | Prima TV USA     | Prima TV Italia |
| -- | ---------------------------- | --------------- | ---------------- | --------------- |
| 1  | New Cop in Town              |                 | 3 dicembre 1987  |                 |
| 2  | Desperately Seeking Dacody   |                 | 10 dicembre 1987 |                 |
| 3  | You, Too, Can Be a Detective |                 | 17 dicembre 1987 |                 |
| 4  | Shadows                      |                 | 7 gennaio 1988   |                 |
| 5  | Second Swell                 |                 | 14 gennaio 1988  |                 |
| 6  | Forever Hold Your Piece      |                 | 21 gennaio 1988  |                 |
| 7  | Tale of the Tiger            |                 | 28 gennaio 1988  |                 |
| 8  | Nuevo Salvador               |                 | 4 febbraio 1988  |                 |
| 9  | Bad Betty                    |                 | 11 febbraio 1988 |                 |
| 10 | Baja, Humbug                 |                 | 18 febbraio 1988 |                 |
| 11 | A Firm Grasp of Reality      |                 | 25 febbraio 1988 |                 |
| 12 | Ties That Bind               |                 | 3 marzo 1988     |                 |
| 13 | Little Boy Dead              |                 | 10 marzo 1988    |                 |
| 14 | Sudden Storm                 |                 | 17 marzo 1988    |                 |
| 15 | Something Special            |                 | 31 marzo 1988    |                 |
| 16 | May the Road Rise Up         |                 | 7 aprile 1988    |                 |